# Günter Kahlberg
Günter Kahlberg (* 1. März 1936 in Flatow, Provinz Grenzmark Posen-Westpreußen; † 9. Juni 1997) war ein deutscher Verwaltungsjurist und Kommunalpolitiker (CDU).

## Werdegang
Kahlberg studierte von 1957 bis 1961 Rechtswissenschaften. Ab 1965 war er Wissenschaftlicher Mitarbeiter in der Verwaltung des Schleswig-Holsteinischen Landtages. 1966 wurde er dort Geschäftsführer der CDU-Landtagsfraktion, 1967 Referent in der Kommunalabteilung des schleswig-holsteinischen Innenministeriums. Von 1968 bis 1971 war er Persönlicher Referent von Innenminister Hartwig Schlegelberger.
1972 war er kurzzeitig als Oberregierungsrat beim Innenministerium Rheinland-Pfalz und bei der Bezirksregierung Rheinhessen-Pfalz tätig. Von 1972 bis 1983 war er Oberbürgermeister der kreisfreien Stadt Frankenthal (Pfalz). Anschließend war er von 1984 bis zu seinem Tod Vizepräsident des Rechnungshofs Rheinland-Pfalz.

## Ehrungen
- 1980: Verdienstkreuz am Bande der Bundesrepublik Deutschland